# Hranek Sándor
Hranek Sándor (Mezőkövesd, 1961. január 20. –) világ- és Európa-bajnoki-bronzérmes fél nehéz és nagy váltó súlyú ökölvívó.
Három Olimpiára készült. 1980 Moszkva, 1984 Los Angeles és 1988 Szöul.
Az 1980-as moszkvai olimpiára mestere Papp László fiatal kora ellenére nem vitte ki, pedig súlycsoportjában már akkor a legjobb volt.
Los Angeles nyári olimpiai játékok helyett megrendezett Jóakarat Játékokon Kubában bronz érmet szerzett, amit a Magyar állam elismer Olimpiai Bronz éremnek.
1988-ban Szöul előtt széttört a könyöke, így erről az is olimpiáról lemaradt.
1982-ben Kubában a Hadseregek Spartakiádjáról hazahozta az arany érmet és a legtechnikásabb ökölvívó címet.
Szülei artisták voltak egy vándorcirkuszban. Édesapja sérülése után, ötéves korában telepedtek le Salgótarjánban. Bátyjai Junghaus Gusztáv Európai bajnoki bronzérmes és hatszoros Magyar bajnok hatására kezdett bele ő is a sportágba.
1980-tól 1992-ig 10 Magyar Bajnoki arany éremmel büszkélkedhet a 4 felső súlycsoportban.
Pályafutása végén a német Frankfurt CSS versenyzője volt, ahol megnyerte csapatával együtt a Bundesligát.
A sportolói karrierje után két évig Finnországban edzősködött. Hazatérve vállalkozó lett és megalapította a Hranek Box SE-t, ahol edzőként tevékenykedik.

## Eredményei
- vb-bronzérmes (1989, Moszkva)
- Eb-bronzérmes (1985, Budapest)
- Jóakarat versenyen bronzérmes (1984, Havanna)
- tízszeres magyar bajnok
- Hadseregek Spartakiádja  arany érem(1982, Kuba)
- Honvéd Kupa aranyérmes (1986)

A magyar válogatottnak 14 évig volt a tagja, 425 mérkőzésből csak 15 veresége volt.